# Eusomalia lecontei
Eusomalia lecontei is een keversoort uit de familie pilkevers (Byrrhidae). De wetenschappelijke naam van de soort is voor het eerst geldig gepubliceerd in 1903 door Wickham.